# Уве Бајн
Уве Беин (26. септембар 1960) бивши је немачки фудбалер.

## Каријера
Током каријере играо је за Келн, Хамбургер, Ајнтрахт Франкфурт и многе друге клубове.

## Репрезентација
За репрезентацију Њемачке дебитовао је 1989. године. Са репрезентацијом Немачке наступио је на Светском првенству 1990. године. За национални тим укупно је одиграо 17 утакмица и постигао 3 гола.

## Статистика
| Њемачка | Њемачка | Њемачка |
| Год.    | Ута.    | Гол.    |
| ------- | ------- | ------- |
| 1989    | 2       | 0       |
| 1990    | 10      | 3       |
| 1991    | 1       | 0       |
| 1992    | 1       | 0       |
| 1993    | 3       | 0       |
| Укупно  | 17      | 3       |